# Liste de festivals végétariens et végans
 (juin 2019).
- Si vous ne connaissez pas le sujet, laissez ce bandeau (vous pouvez alors contacter les auteurs).
- Si vous supprimez le contenu mis en cause (vous pouvez préalablement contacter les auteurs),

argumentez précisément cette suppression dans la page de discussion
(un manque de référence n'est pas un argument ; une recherche réelle de référence doit avoir été effectuée, être formellement documentée).

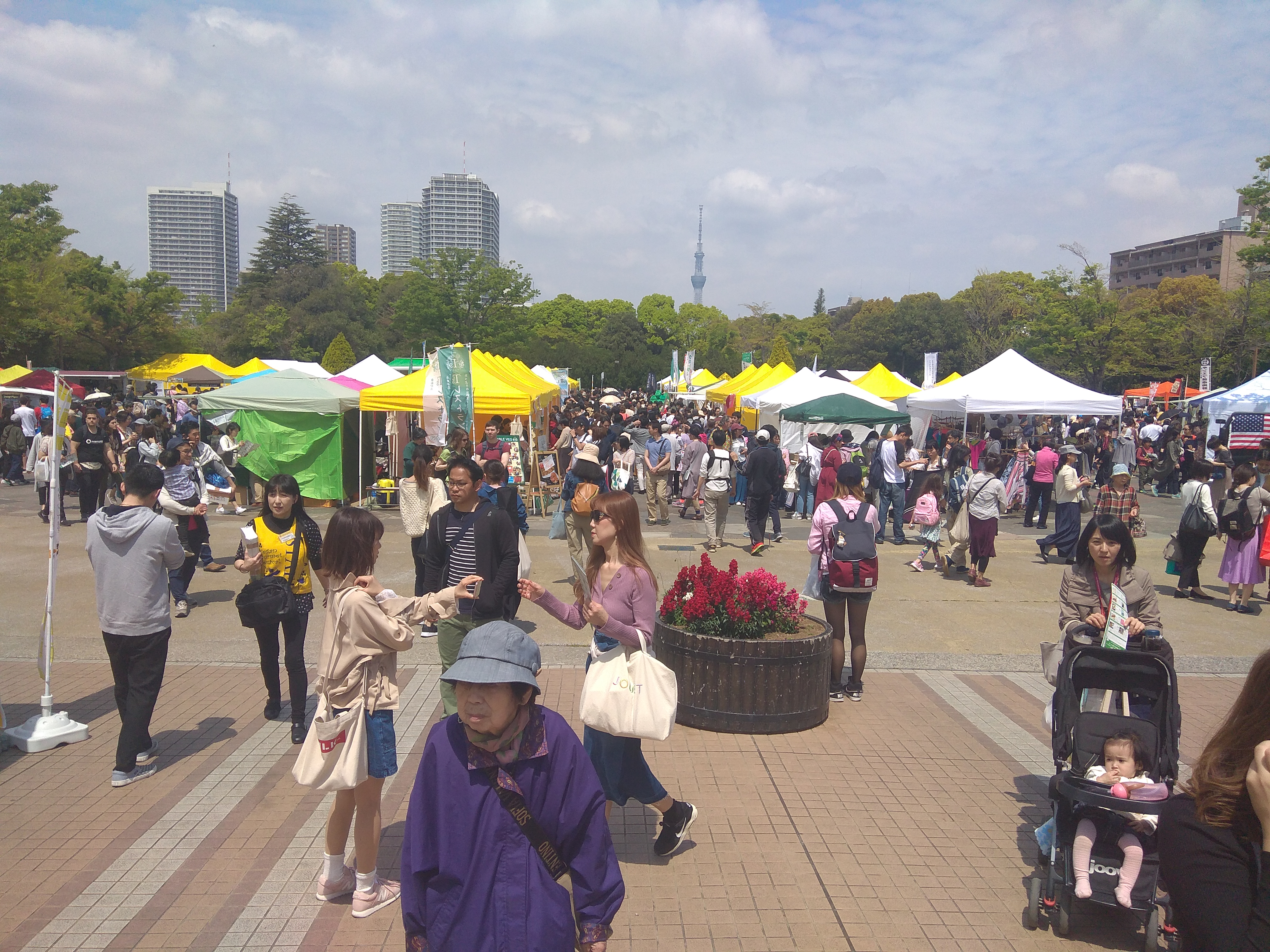
Un festival vegan dans le parc de Kiba à Tokyo.

Cet article présente une liste de festivals végétariens et végans à travers le monde,,.

## Liste par pays

### Allemagne
- Vegan Street Day
- VegFest Berlin
- VeggieWorld Berlin
- VeggieWorld Düsseldorf
- VeggieWorld Hamburg
- VeggieWorld Hannover
- VeggieWorld Rhein

### Australie
- Brisbane Vegan Festival
- Cruelty-Free Festival
- Living Green Festival (Canberra)
- Vegan Festival (Adelaide, South Australia)
- Journée mondiale du véganisme

### Belgique
- Ieper Hardcore Fest
- Vegan Summerfest (Ghent)
- VeggieWorld Brüssel

### Brésil
- VegFest

### Canada
- Arion Therapeutic Farm (Kelowna, BC)
- Guelph, Ontario VegFest
- Halifax, Nova Scotia VegFest
- Hamilton, Ontario VegFest
- Kingston VegFest (Ontario)
- London, Ontario VegFest
- Montreal Vegan Festival[4]
- Niagara VegFest
- Ottawa Veg Fest
- Sarnia VegFest (Ontario)
- Vancouver VegFest
- VegExpo Canada (Vancouver, BC)
- VegToria VegFest (Vancouver, BC)
- Victoria, BC Vegan Fest
- Toronto Vegetarian Food Festival

### Corée du sud
- Vegan Festival Korea

### Écosse
- VegFest Scotland

### Espagne
- VeggieWorld Barcelona
- Vegan Fest Alicante
- Vegan Day out Festival
- Vegan Street Food & Market Festival

### Estonie
- Taimetoidumess

### États-Unis
Alaska
- Alaska VegFest

Arizona
- Arizona Vegetarian Food Festival
- Sedona VegFest
- AZ Vegan Fest

Californie
- Animal Place Music in the Meadows
- California Summer VegFest (Santa Clara)
- California Vegetarian Food Festival
- Central Coast VegFest (San Luis Obispo)
- Farm Sanctuary Celebration for the Turkeys
- Farm Sanctuary Hoe Down
- Los Angeles Vegan Beer Festival
- San Diego Veg Festival
- Sonoma County VegFest
- San Francisco World Veg Festival
- Vegan Faire (Anaheim)
- SoCal VegFest (Orange County)
- VegFest Los Angeles

Colorado
- VegFest Colorado

Connecticut
- Compassionfest

District de Columbia
- DC Veg Fest

Floride
- North Florida VegFest
- Central Florida VegFest (Orlando)
- Gainesville VegFest
- Northeast Florida VegFest
- Pensacola VegFest
- Seed Food and Wine Festival(Miami Beach)
- Space Coast VegFest
- SWFL VegFest
- Tampa Bay Veg Fest

Georgie
- Atlanta Veg Fest
- The Veggie Taste

Hawaii
- VegFest Oahu

Illinois
- Chicago Vegandale Festival
- Chicago VeganMania
- Chicago Veggie Pride Parade
- Veggie Fest Chicago

Indiana
- Indy VegFest

Kansas City
- VegFest KC

Louisiane
- New Orleans Vegan Food Festival

Maine
- Vegetarian Food Festival (Portland)

Maryland
- Baltimore VegFest
- Vegan Soulfest (Baltimore)

Massachusetts
- Boston Vegetarian Food Festival
- New England VegFest (Worcester)
- Valley VegFest (Northampton)

Michigan
- Michigan VegFest
- Grand Rapids VegFest

Minnesota
- Twin Cities VegFest

Nevada
- Vegas VegFest

New Hampshire
- NH VegFest

New Jersey
- New Jersey VegFest

Nouveau-Mexique
- Red and Green VegFest (Albuquerque)

New York
- Albany VegFest
- Western New York VegFest (Buffalo)
- Farm Sanctuary Celebration for the Turkeys
- Farm Sanctuary Hoe Down
- Hudson Valley VegFest
- NYC Vegetarian Food Festival
- NYC Veggie Pride Parade
- Rochester VegFest
- Vegan Street Fair (Manhattan)
- Woodstock Fruit Festival
- NORTH CAROLINA
- Asheville VeganFest
- Charlotte VegFest
- Triangle Veg Fest
- Wilmington VegFest

Dakota du Nord
- Fargo Moorhead VegFest

Ohio
- Cleveland VegFest
- Columbus VegFest

Oklahoma
- VegFest OKC

Oregon
- Portland VegFest

Pennysylvania
- Bethlehem Veg Fest
- Erie VegFest
- Harvest VegFest (York)
- Lancaster VegFest
- Pittsburgh Vegfest
- Vegetarian Summerfest

Caroline du sud
- Charleston Sol-Food VegFest
- Lowcountry VegFest (Hilton Head Island)

Tennessee
- Nashville Vegfest

Texas
- Houston VegFest
- Texas VegFest (Austin)
- Texas Veggie Fair (Dallas)
- HealthFest (Marshall)

Utah
- SLC VegFest

Virginie
- Hampton Roads VegFest
- Richmond Veggie Fest
- Veggie Roots Fest

Washington
- Gigantic Bicycle Festival
- Seattle VegFest
- Spokane VegFest

Wisconsin
- Madison Vegan Fest
- Midwest Vegan Fest
- Milwaukee Veg Expo

### France
- VeggieWorld Paris (printemps)
- VeggieWorld Paris (automne)
- Smmmile Festival (Paris)
- Festival Odyssée (Vendée)
- Les Végés de l'Encan (La Rochelle)
- Ginger Juice Festival (Paris)
- Do Veggie Fa Sol Festival (Noisiel)
- Le Festin du Turfu : Festival de cuisine végétale (Strasbourg)
- Metz Veggie Festival (Metz)

### Grèce
- Vegan Life Festival (plusieurs villes)

### Hong Kong
Hong Kong Veg Fest

### Inde
- Satvik Vegan Festival

### Indonésie
- Bali Vegan Festival

### Irlande
- Dublin Vegfest
- Cork Vegfest

### Israël
- Vegan Fest (Tel Aviv)

### Italie
- VeganFest (Bologna)

### Japon
- Vegan Gourmet Festivals (plusieurs villes)

### Luxembourg
- Koll an Aktioun (Martelange)

### Mexique
- Tulum Veg Fest

### Nigeria
- Lagos VegFest

### Norvège
- Olso VegetarFestival
- Vegansk Julefestival

### Nouvelle-Zélande
- Vegan Camp (Hammer Springs)
- Vegan Expo (plusieurs villes)

### Pays-Bas
- VeggieWorld Utrecht
- VegFestNL Vegenement

### République Tchèque
- Prague VegFest

### Roumanie
- Raw Generation Expo (Bucharest)

### Royaume-Uni
- Absolutely Fabulous Vegan Festival
- Bournemouth Vegan Fair
- Bradford Vegan Festival
- Brighton Vegan Beer Festival
- Brighton Viva! Vegan Festival
- Bristol Viva! Vegan Festival
- Cambridge Vegan Market
- Cardiff Viva! Vegan Festival
- Central Manchester Vegan Fair
- Dundee Vegan Fest
- Essex Vegan Festival
- Evesham Vegan Fair
- FarGo’s Vegan Festival
- Great Yorkshire Vegan Festival
- Greater London Vegan Festival
- Hull Vegan Festival
- Kettering Vegan Festival
- Kingston Yoga & Vegan Food Festival
- Lincoln VEGAN Festival
- Live A Better Life Student Vegan Fair Liverpool
- Live A Better Life Vegan Fair Liverpool
- London Vegan Beer Fest
- Love Vegan Festival
- Maidstone Vegan Festival
- Manchester Vegan Beer Fest
- Manchester Vegan Fair
- Milton Keynes Vegan Festival
- Newcastle upon Tyne Vegan Festival
- North East Vegan Festival (NEVFEST)
- Northern Vegan Festival
- Oxford Vegan Festival
- Poole Vegan Fair
- Portsmouth Vegan Festival
- Sheffield Vegan Beer Fest
- Sheffield Vegan Festival
- Southampton Vegan Festival
- Vegan Summer Festival Brighton
- Vegan Summer Festival London
- VegFestUK Brighton
- VegFestUK Bristol
- VegFestUK London
- VFP Vegan Festival
- Walsall Vegan Fair
- West Yorkshire Vegan Festival

### Slovaquie
- Slovakia- Bratislava VegFest

### Suisse
- VeggieWorld Zurich

### Turquie
- Didim Vegfest